# N-IV
A N-IV é uma estrada nacional pertencente à rede radial de estradas espanholas. es una carretera nacional perteneciente a la red radial de carreteras españolas. O seu percurso original era a de Madrid-Cádiz, actualmente se mantêm o troço Sevilla-Jerez de la Frontera (com quilometragem original) como alternativa sem custos para o utilizador à AP-4.